# شکلتون، ساسکاچوان
شکلتون، ساسکاچوان (به انگلیسی: Shackleton, Saskatchewan) یک منطقهٔ مسکونی در کانادا است که در ساسکاچوان واقع شده‌است. شکلتون ۱۰ نفر جمعیت دارد.